# Amblyeleotris bleekeri
Amblyeleotris bleekeri là một loài cá biển thuộc chi Amblyeleotris trong họ Cá bống trắng. Loài cá này được mô tả lần đầu tiên vào năm 2006.

## Từ nguyên
Từ định danh bleekeri được đặt theo tên của nhà ngư học Pieter Bleeker, người đã có những nghiên cứu quan trọng cho về cá ở Ấn Độ Dương-Thái Bình Dương, cũng là tác giả của chi Amblyeleotris này.

## Phân bố
A. bleekeri hiện chỉ được biết đến ở ngoài khơi đông bắc đảo Đài Loan và quần đảo Bành Hồ, được tìm thấy ở độ sâu khoảng 12–19 m.

## Mô tả
Chiều dài cơ thể lớn nhất được ghi nhận ở A. bleekeri là gần 6 cm. Đầu và thân trắng nhạt, có 5 sọc khoanh màu nâu. Khoảng trắng giữa các sọc nâu có các vạch nâu nhỏ. Một sọc ngang màu nâu đen phía sau ổ mắt. Một đốm nâu sẫm phía sau môi trên. Vây lưng trước có các hàng vạch xiên màu vàng nhạt. Vây đuôi trong mờ, có đốm nâu hình chữ C.
Số gai vây lưng: 7; Số tia vây lưng: 13; Số gai vây hậu môn: 1; Số tia vây hậu môn: 14; Số gai vây bụng: 1; Số tia vây bụng: 5; Số tia vây ngực: 19.